# Gentio do Ouro
Gentio do Ouro este un oraș în statul Bahia (BA) din Brazilia.